# لابوچه کانگ ۳/شرق
لابوچه کانگ ۳/شرق (انگلیسی: Labuche Kang III/East) که لابوچه کانگ شرقی نیز نامیده می‌شود، کوهی با ارتفاع ۷٬۲۵۰ متر است که در توده‌کوه لابوچه کانگ در منطقه خودمختار تبت قرار دارد و یکی از بلندترین کوه‌های صعودنشده در دنیا پس از گانگکهار پونزوم به‌شمار می‌رود. ساسر کنگری که پیش‌تر دومین قله بلند صعودنشده دنیا بود در ۲۴ اوت ۲۰۱۱ برای نخستین بار فتح شد.